# Al-Yasa
Al-Yasa (arabiska: اليَسَع) är en profet inom islam. I Bibeln är han känd som Elisha, och betraktas även av judar och kristna som en profet.